# 余漢謀
余漢謀（1896年9月22日—1981年12月27日），字幄奇，廣東高要人。中華民國陸軍一級上將，曾任陸軍總司令，並一度主政廣東。

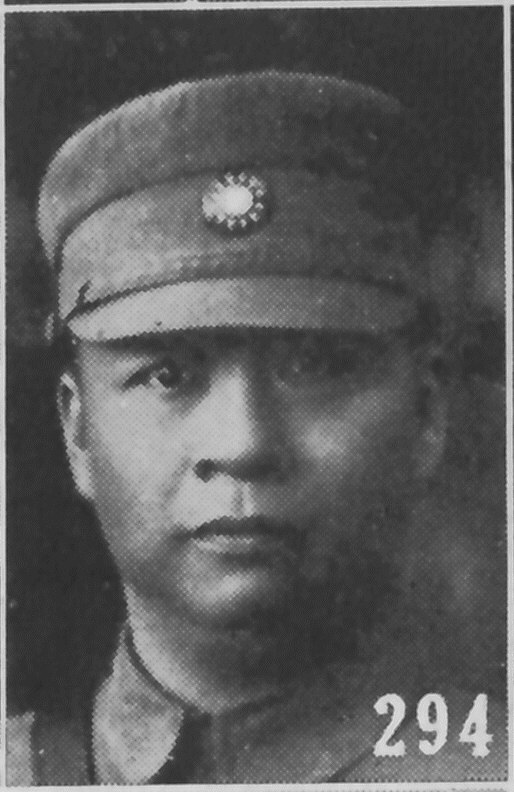
余漢謀

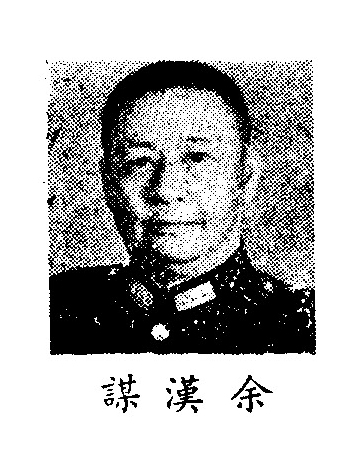

陸軍中將余宗就（黃埔24期生）是其侄孫。

## 大陸時期

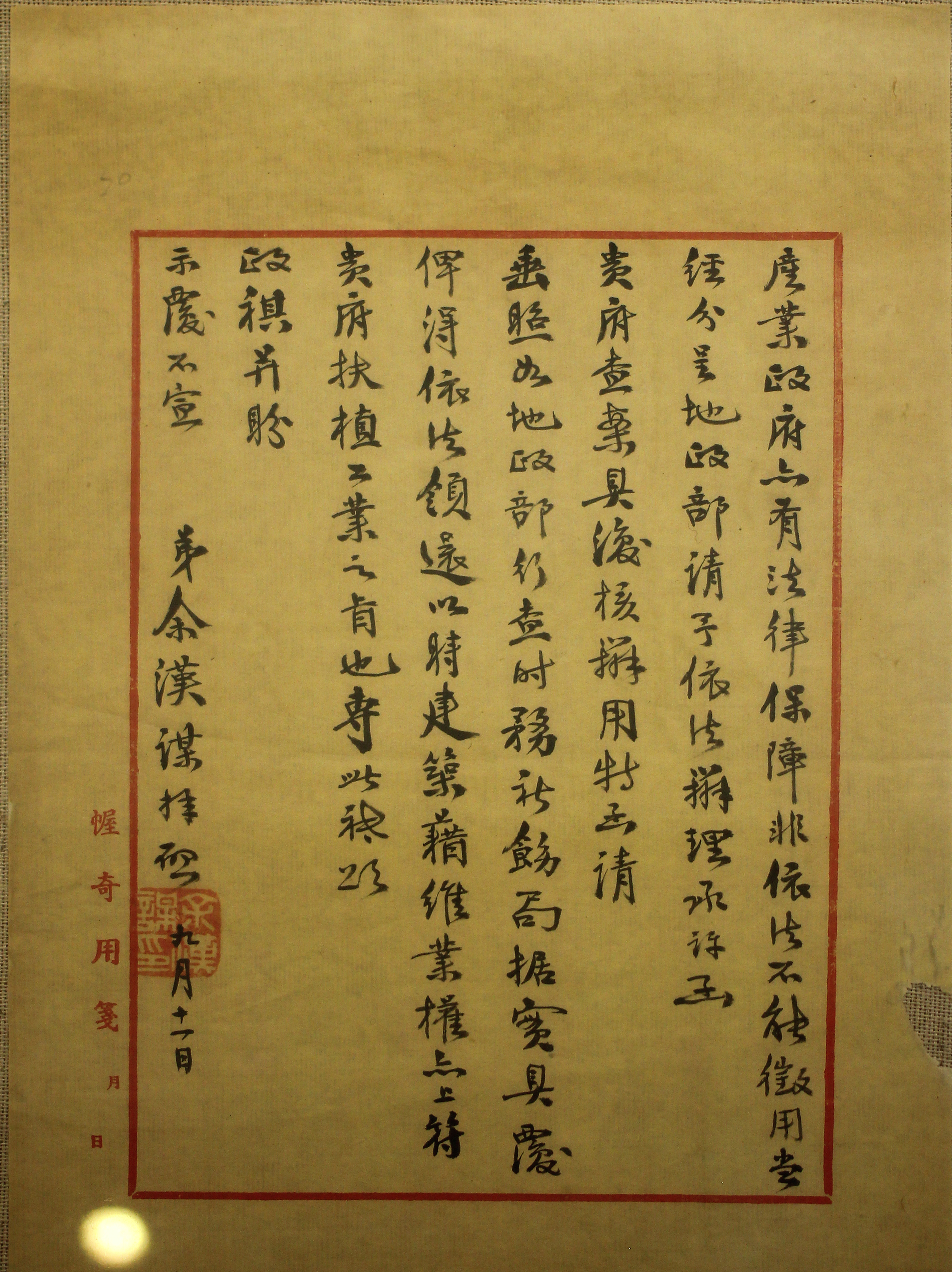
廣州綏靖公署主任余漢謀致廣州市市長歐陽駒函

民國初年，余漢謀未到二十歲，考入黃埔陸軍小學，之後到武昌昇讀陸軍預備學校。1916年參加孫中山領導的革命，加入中華革命黨。隨後入讀保定陸軍軍官學校，1919年六期步科畢業。之後於北洋軍內任排長、連長。1920年入粵軍，任營長。1925年粵軍改編為國民革命軍第四軍，余任第11師31團團長，師長為陳濟棠，同年參加粵桂戰爭。北伐時隨第11師與李濟深留守廣州。1931年5月，陳濟棠等反蔣，在廣州另立國民政府，余漢謀任廣州政府軍事委員會員委員，兼第一集團軍軍長。廣州政府於九一八事變後取消。1934年至1935年余率部參加江西剿共戰爭，曾任贛粵閩邊區剿匪總司令部第一路军司令。
1936年，陳濟棠與李宗仁、白崇禧以抗日名義，再度反蔣（两广事变）。余漢謀通電各廣東將領支持蔣介石中央。陳手下之空軍司令黃光銳亦帶飛機飛南昌投靠蔣。陳事敗出走香港，余漢謀接任廣東綏靖主任，取代陳濟棠成為廣東軍政首領。
1937年1月5日，軍事委員會電令第四路軍總指揮劉建緒、廣東綏靖公署主任余漢謀，立即向中國工農紅軍閩贛浙邊區游擊隊進攻，「務於短期內完全廓清」:5331。1月16日，廣東米荒嚴重，余漢謀、黃慕松電蔣，請求免徵洋米稅:5341。2月15日，廣東綏靖公署主任余漢謀、廣西省政府主席黃旭初至南京:5366。3月5日，余漢謀自上海返廣東:5379。
中国抗日战争爆發後，任第十二集團軍總司令，第四戰區副司令。所部的廣東軍隊主力被調離廣東，參加淞滬、南京、武漢等戰役。1938年10月，日軍以空軍、海軍優勢火力支援下，在廣東大亞灣登陸，兩星期後攻陷廣州。
余漢謀被革職留任，仓皇撤退中连余汉谋自己的夫人上官贤德也被滞留在香港，直到1942年才被中共指挥的东江纵队救出，更被譏諷為“余漢無謀”。1939年，日軍從廣州向粵北韶關進攻，企圖打開交通線，被余漢謀所擊退，才復職，並兼任第七戰區總司令，防區包括廣東粵北及潮梅一帶。

## 後期仕途
1948年國共內戰期間，余被任為陸軍總司令。
1949年1月21日，蔣任命余漢謀為廣州绥靖公署主任。同日，蔣介石下野。5月27日，廣州綏靖公署主任余漢謀下令通緝在粵東、閩北起事之吳奇偉、李潔之、蕭文等11人:8928。8月24日，行政院舉行第八十五次政務會議，由閻锡山主持，議決：
1. 成立華南軍政長官公署，派余漢謀為長官；
2. 派孫震為川鄂邊區綏靖公署主任；
3. 派胡宗南兼任川甘陝邊區綏靖公署主任；
4. 派端木愷為財政部政務次長；
5. 貴州綏靖公署增設副主任一員，派王文蒸為副主任；
6. 警官學校校長李士珍辭職照准。

余部在廣東、海南被解放軍殲滅，余最終於1950年4月到台湾、任總統府戰略顧問。1965年晉升一级上將。
1981年12月27日，於台北三軍總醫院病逝。隔年1月17日上午9時在臺北市第一殯儀館景行廳舉行公祭，總統蔣經國親臨致祭並慰問遺屬，靈柩於式後發引至臺北縣三芝鄉北海墓園安葬。

## 家庭
大夫人：上官贤德（保定陆军军官学校第六期同學上官雲相之胞妹）
姐姐余淑贤（1885年－），于1981年从香港回到广州市东山区定居。

## 外部連結
- 国民党军阀余汉谋二三事 - 广州文史 （页面存档备份，存于）
- 廣東十虎之——笑面虎：余漢謀 （页面存档备份，存于）